# Мораль

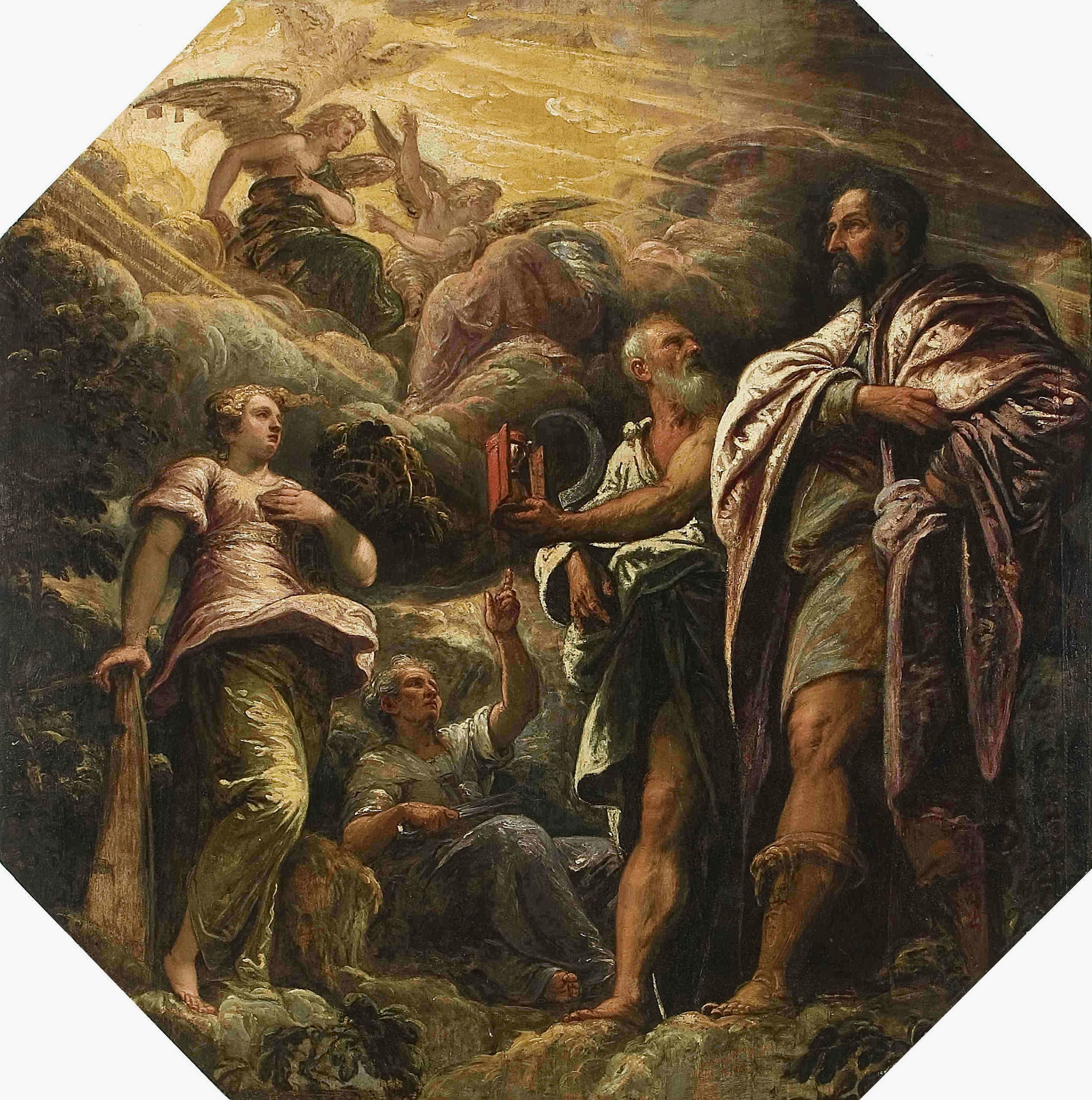
Алегорія з портретом венеціанського сенатора (Алегорія моральності земних речей), Тінторетто, 1585 рік

Мора́ль (лат. moralitas) — система неофіційних уявлень, норм та оцінок, що регулюють поведінку людей у суспільстві, практична реалізація положень якої забезпечується громадським схваленням чи осудом.

## Сутність терміна
Філософ Джеремі Бентам зауважив, що мораль «у найзагальнішому розумінні — це вчення про мистецтво направляти дії людей таким чином, аби виробляти найбільшу суму щастя».
Моральні потреби — це потреби спілкування з іншими людьми за встановленими (прийнятими) правилами поведінки. Мораль завжди має соціально-груповий характер: мораль сім'ї, мораль соціальної групи. Мораль нав'язується особистості ззовні у формі певних норм та правил. Оцінка моральної поведінки виходить із соціального оточення.

## Мораль у філософії
Поняття моралі у філософії традиційно описує внутрішній нормативний вимір людської особистості — «суб’єктивну норму», яка керує гармонією між духовним і фізичним началом людини.
І. Кант формулює деонтологічну модель, у якій моральна цінність ґрунтується на обов’язку, вираженому «категоричним імперативом»: дія має бути такою, щоб її максима могла стати загальним законом — саме тому Кант пов’язує моральність із постулатами свободи, безсмертя душі та існування Бога.
Дж. Бентам протиставив цьому утилітаризм: добро дорівнює «найбільшому щастю для найбільшої кількості», яке обчислюється за балансом задоволення й страждання — передусім фізичних — та покликане виправити соціальні негаразди індустріальної доби.
Аналітична філософія (Ґ. Е. Мур, Б. Рассел, Л. Вітґенштайн) зосередилася на аналізі моральної мови: Мур уважає «добро» невизначуваною простою якістю, яку ми осягаємо інтуїцією, тоді як логічні позитивісти (М. Шлік, А. Айєр) трактують моральні вислови як вирази емоцій, що не мають істиннісного значення.
Прагматизм (В. Джеймс, Дж. Дьюї) ототожнив істину й добро з тим, «що працює» у досвіді. Моральні принципи, за Дьюї, є інструментами розв’язання життєвих проблем, а отже змінні й еволюційні.
Філософія об'єднання визначає мораль як норму поведінки, яку має виконувати окремий індивід у своєму особистому житті, щоб удосконалити свій характер. Тобто мораль виконує роль «суб’єктивної норми» вдосконалення особистості.

## Мораль у психології
Мораль — частина психологічної структури особистості (моральні засади — відповідник моралі на суспільному рівні), яка забезпечує ціннісну оцінку явищ у неусвідомлюваний для індивідуума спосіб. Мораль формується на основі «психологічних рефлексів», що виробляються внаслідок тривалої дії страху соціального суду, та неусвідомлюваних механізмів психологічного захисту. Переважно користується нейтральною пригнічувальною дією, в критичних моментах провокує негативні емоції та рідше задоволення від слідування власним цінностям (складний психологічний процес поєднання потреб та контролю).
Мораль, згідно «теорії потягів» Леопольда Сонді, є одним з базових спонукальних чинників людини. В даному контексті, моральні принципи розглядаються як перешкоди в житті індивіда, оскільки сприяють тому, що людина все ускладнює.

## Мораль у юриспруденції
Мораль — один з основних способів соціальної неформальної регуляції дій людини.
Мораль і право тісно переплітаються. Моральні норми суспільства, яке домінує у державі втілюються в законодавчих актах.
І моральні, і правові норми є соціальними. Спільним для них є те, що обидва види слугують для регулювання та оцінки вчинків індивіда. До відмінностей можна віднести:
1) право розробляється державою, мораль — суспільством;
2) право закріплене в державних актах, мораль — ні;
3) за порушення норми права передбачаються санкції держави, за порушення норми моралі — суспільний осуд та критика.

## Мораль у політиці
Це сукупність норм і зразків політичної поведінки, яка створює можливість оцінювати її на підставі критеріїв добра і зла. Моральність політична є наслідком конкретних суспільних умов, до складу яких входять рівень розвитку суспільства, його культурні досягнення, відкритість або закритість щодо впливів інших культур тощо. Формулюючи окремі критерії оцінки політичних дій, М.п. посилається на універсальні гуманістичні цінності, на цінності релігійні, на цілі політичних дій або інтереси індивідів чи великих суспільних груп. Різнорідність основ критеріїв оцінки створює умови для появи моральних дилем політичної діяльності, які можуть призвести до глибоких суспільних конфліктів. Етика переконань потребує від людини лише таких дій, які відповідають вимогам норм моралі. Етика відповідальності потребує від політика оцінювати не лише моральну якість своїх дій, але й їх суспільно-політичні наслідки. Політик, на відміну від приватних осіб, відповідає не лише перед судом своєї совісті, але й несе відповідальність перед суспільством, доля якого значною мірою залежить від його рішень і дій.